# Buco di ragno

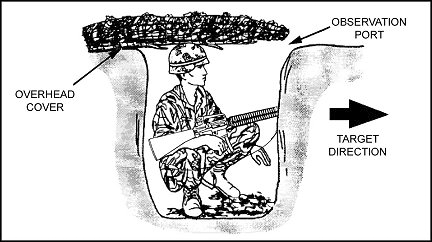
Esempio di buco di ragno

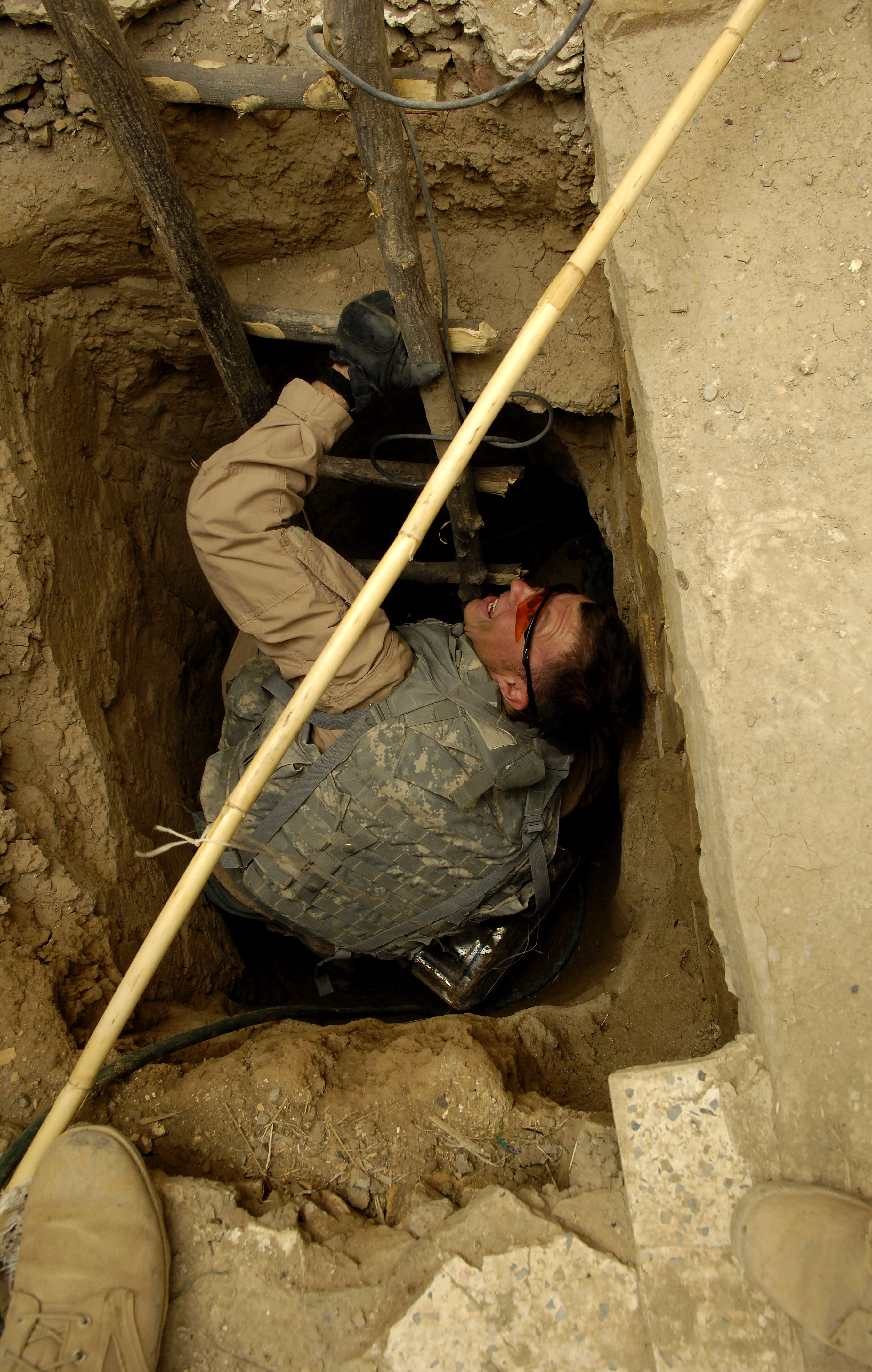
Un soldato americano che entra in una buca di ragno

Un buco di ragno viene utilizzato in gergo militare per indicare un camuffamento per il singolo soldato in una trincea utilizzato per lo più per l'osservazione del nemico.

## Descrizione
Un buco di ragno è tipicamente un foro profondo, protetto e di forma rotonda, spesso coperto da un coperchio che ne mimetizza l'ingresso, da dove un soldato può sparare con un'arma senza farsi vedere. Un buco di ragno si differenzia da una trincea nel senso che una trincea è solitamente più profonda e progettata per enfatizzare la copertura piuttosto che nascondere.
Il termine è solitamente inteso come un'allusione alla buca mimetizzata costruita dai "ragno a trappola". Secondo lo storico americano Chuck Melson del Corpo dei Marines degli Stati Uniti, il termine ha avuto origine durante la guerra di secessione americana, quando si trattava di un buco scavato in tutta fretta. I buchi di ragno sono stati usati durante la seconda guerra mondiale dall'esercito imperiale giapponese in molti campi di battaglia del Pacifico, tra cui la battaglia di Leyte nella campagna della Filippine e la battaglia di Iwo Jima. Li chiamavano "vasi di polpo" (た こ つ ぼ takotsubo) per una somiglianza ai vasi utilizzati per catturare i polpi in Giappone. I buchi di ragno furono utilizzati anche dai Viet Cong, ovvero i combattenti comunisti vietnamiti, durante la guerra del Vietnam.
Il giornalista americano William Safire ha affermato sul New York Times del 15 dicembre 2003 che il termine è invece stato utilizzato per la prima volta durante la guerra del Vietnam. Infatti secondo Safire, i Viet Cong avrebbero scavato nidi nella terra abbastanza grandi da contenere un'anfora d'argilla, all'interno della quale si sarebbe nascosto un soldato accovacciato; l'apertura dell'anfora sarebbe poi stata coperta da un'asse di legno e mimetizzata con delle foglie. L'anfora serviva da "protezione", impedendo che il soldato venisse in contatto con ragni o serpenti. 
Il 13 dicembre 2003, durante la guerra in Iraq, le forze americane nell'operazione Red Dawn hanno catturato il presidente iracheno Saddam Hussein che si nascondeva in quello che poteva essere considerato un "buco di ragno", in una fattoria vicino alla sua città natale di Tikrit.